# Monedes d'euro
Hi ha vuit denominacions de monedes d'euro, que van des d'un cèntim a dos euros (l'euro es divideix en cent cèntims). Les monedes es va començar a utilitzar el 2002. Totes tenen un revers comú, que retrata un mapa d'Europa, però cada país de la zona euro té el seu propi disseny a l'anvers, el que significa que cada moneda té una varietat de dissenys diferents en circulació al mateix temps. Tres microestats europeus que utilitzen l'euro com la seva moneda i també tenen el dret d'encunyar monedes amb els seus propis dissenys a la banda anvers. Els Anversos són dissenyats i elegits a nivell nacional, mentre que el revés i la moneda en el seu conjunt és administrat pel Banc Central Europeu (BCE).

## Context
L'euro (EUR o €) és la moneda oficial de disset països de la Unió Europea (UE): Alemanya, Àustria, Bèlgica, Xipre, Eslovàquia, Eslovènia, Espanya, Estònia, Finlàndia, França (amb Sant Pere i Miquelon, Sant Martí, Sant Bartomeu, Guadalupe, Guaiana Francesa, Martinica, Reunió i Mayotte), Grècia, Irlanda, Itàlia, Luxemburg, Malta, Països Baixos i Portugal, i de 4 microestats europeus que tenen acords monetaris amb la UE: Andorra que el 2011 va signar un acord monetari amb la UE, Mònaco, San Marino i la Ciutat del Vaticà, també és utilitzat a Montenegro i a Kosovo. Hi ha 10 països de la Unió Europea que encara no han adoptat la moneda única: Bulgària, Dinamarca, Letònia, Lituània, Hongria, Polònia, República Txeca, Regne Unit, Romania i Suècia.
El nom d'euro va ser aprovat pel Consell Europeu en la reunió celebrada a Madrid els dies 15 i 16 de desembre de 1995. Les monedes i bitllets d'Euro van entrar en circulació l'1 de gener de 2002 en els 12 estats de la Unió Europea que van adoptar l'euro en aquell any (Alemanya, Àustria, Bèlgica, Espanya, Finlàndia, França, Grècia, Irlanda, Itàlia, Luxemburg, Països Baixos i Portugal), a més dels microestats de Mònaco, San Marino i Ciutat del Vaticà, que tenien acords amb països de la UE.
L'1 de gener de 2007, Eslovènia es va incorporar a la zona euro, Xipre i Malta, l'1 de gener de 2008, i Eslovàquia, l'1 de gener de 2009. Estònia es va convertir en el dissetè Estat membre en incorporar-se a la zona de l'euro, l'1 de gener de 2011, sent el primer país que va formar part de l'URSS membre de la zona euro.
El 30 de juny de 2011, Andorra a signar un acord monetari amb la Unió Europea que li permet emetre monedes a partir de l'1 de juliol de 2013. Amb aquest acord Andorra es converteix en el quart  microestat europeu, no pertanyent a la UE, a emetre les seves pròpies monedes en euros, seguint així els passos de Mònaco, San Marino i Ciutat del Vaticà.
Un euro es divideix en 100 cèntims d'euro que és la unitat bàsica de la moneda.
A diferència dels bitllets d'euro, l'emissió és competència del Banc Central Europeu, en el cas de les monedes la competència és dels estats, encara que el disseny de les monedes s'ha d'ajustar a les recomanacions de la UE. Totes les monedes tenen un revers comú, que mostra el valor de la moneda, i un anvers o costat nacional, que és diferent a cada país emissor.
A més de les monedes oficials vàlides a tota la zona euro, els estats poden emetre monedes en euros destinades a col·leccionistes. Aquestes monedes tenen un valor facial diferent a les oficials i són vàlides únicament al país emissor. En no ser monedes oficials a la zona euro, no tenen un disseny ni un format comú i donat el seu escàs volum d'emissió i els materials utilitzats (normalment plata i or), el seu valor real en el mercat és normalment superior al seu valor facial.

## Monedes existents
Les Monedes de Cada denominació:
- Moneda d'un cèntim d'euro
- Moneda de dos cèntims d'euro
- Moneda de cinc cèntims d'euro
- Moneda de deu cèntims d'euro
- Moneda de vint cèntims d'euro
- Moneda de cinquanta cèntims d'euro
- Moneda d'un euro
- Moneda de dos euros
- Monedes commemoratives de 2 euros

Les Monedes de cada país individual
| Pais                      | 1 cèntim | 2 cèntim | 5 cèntims | 10 cèntims | 20 cèntims | 50 cèntims | 1 euro | 2 euros |
| ------------------------- | -------- | -------- | --------- | ---------- | ---------- | ---------- | ------ | ------- |
| Monedes d'euro d'Alemanya |          |          |           |            |            |            |        |         |
| Monedes d'euro d'Austria  |          |          |           |            |            |            |        |         |
| Monedes d'euro d'Itàlia   |          |          |           |            |            |            |        |         |
| Monedes d'euro de Bèlgica |          |          |           |            |            |            |        |         |
| Monedes d'euro de França  |          |          |           |            |            |            |        |         |
| Monedes d'euro d'Itàlia   |          |          |           |            |            |            |        |         |

- Monedes d'euro d'Andorra
- Monedes d'euro d'Àustria
- Monedes d'euro de Xipre
- Monedes d'euro d'Eslovàquia
- Monedes d'euro d'Eslovènia
- Monedes d'euro d'Estònia
- Monedes d'euro de Finlàndia
- Monedes d'euro de Grècia
- Monedes d'euro d'Irlanda
- Monedes d'euros de Letònia
- Monedes d'euro de Lituània
- Monedes d'euro de Luxemburg
- Monedes d'euro de Malta
- Monedes d'euro de Mònaco
- Monedes d'euro dels Països Baixos
- Monedes d'euro de Portugal
- Monedes d'euro de San Marino
- Monedes d'euro del Vaticà